# Аргентинская фашистская партия
Аргентинская фашистская партия (исп. Partido Fascista Argentino, PFA) — аргентинская фашистская партия, существовавшая с 1932 года по 1936 год, когда её сменил Национальный фашистский союз. Основателями были аргентинцы итальянского происхождения. Партия пришла на смену Национальной фашистской партии Аргентины, действовавшей в 1920-е годы. Члены партии активно сотрудничали с Итальянской национальной фашистской партией Бенито Муссолини. Штаб-квартира размещалась в Кордове, где были сильны фашистские настроение. Первым лидером партии был Николас Вителли, который возглавлял её вплоть до своей смерти в 1934 году, после чего руководство перешло к Нимио де Анкин. Основным политическим союзником был «Аргентинский гражданский легион».